# بازه بال

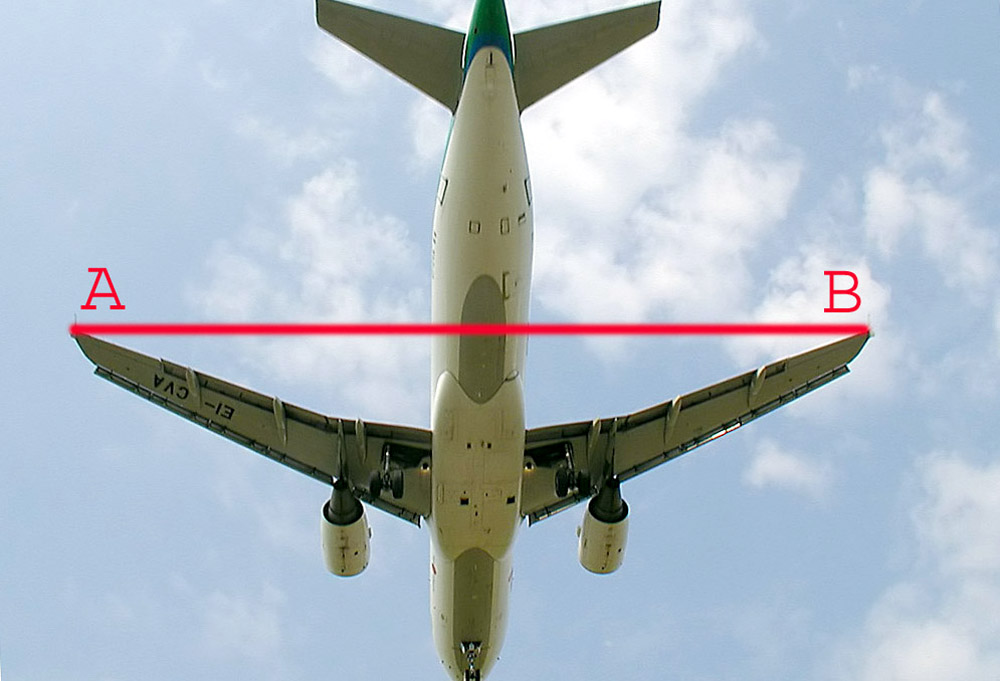
بازهٔ بال در یک هواپیمای ایرباس آ۳۲۰ فاصله دو نقطه A و B است.

بازهٔ بال، فاصلهٔ دوسرِ بال، گستردگی بال‌ها، پهنهٔ بال، برای پرندگان و هواپیماها رایج است که به فاصلهٔ میان دو سر بال‌ها گفته می‌شود. برای نمونه بازهٔ بال در هواپیمای بوئینگ-۷۷۷ این فاصله ۶۰ متر است. در پرندگان، رکورد رسمی بزرگ‌ترین گستردگی بال‌ها برای گونه‌های زنده در آلباتروس سرگردان (Diomedea exulans) که در سال ۱۹۶۵ گرفته شده بود، به طول ۳٫۶۳ متر بود.
- فرهنگستان ایران در سال ۱۳۱۸ شمسی معادل بازه را در برابر واژهٔ فرانسوی Envergure تصویب کرده است.